# Jacob Lorhard
Jacob Lorhard (lat. Lorhardus) (Münsingen, 1561 – 19 maggio 1609) è stato un filosofo tedesco.

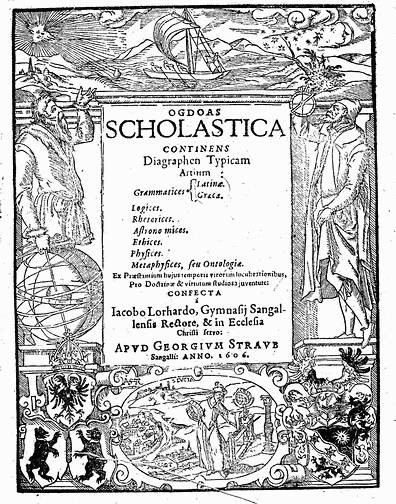
Ogdoas Scholastica,... (1606).

Professore al Ginnasio di San Gallo, in Svizzera, ne divenne rettore nel 1603.
Nel 1606 ha pubblicato un compendio di filosofia per i suoi studenti, Ogdoas Scolastica, in cui compare per la prima volta il termine latino "ontologia", che egli usa come sinonimo di "metafisica".. L'anno successivo ha ricevuto l'offerta dal Langravio Maurizio d'Assia-Kassel di diventare professore di teologia a Marburgo, dove Rudolph Göckel insegnava logica, etica e matematica, ma il suo soggiorno a Marburgo è stato breve e ben presto è ritornato alla sua precedente posizione a San Gallo.
Nel 1613, è apparsa una nuova edizione del libro di Lorhard con il titolo Theatrum philosophicum. In questa edizione, tuttavia, il termine "ontologia" non appare sul frontespizio, ma solo nel capitolo 8. Nello stesso anno il termine compare nel Lexicon philosophicum di Göckel (in margine alla voce abstractio, p. 16): ontologia, philosophia de ente (ontologia, la filosofia dell'essere).

## Pensiero
Il pensiero di Lorhard è stato influenzato da Pietro Ramo, che trasformò il ragionamento dialettico in un metodo pedagogico integrato dall'uso di diagrammi; Lorhard seguì Ramo nel ritenere che gli studenti potranno acquisire una più profonda comprensione delle verità ontologiche mediante una rappresentazione diagrammatica.
L'influenza principale è però quella di Clemens Timpler di Heidelberg, il cui Systema Metaphysicae Methodicum era stato pubblicato a Steinfurt nel 1604 e di cui l'opera di Lorhard è una riesposizione in forma diagrammatica. 
Lorhard segue Timpler, secondo cui l'oggetto della metafisica (ontologia nella terminologia di Lorhard) è omne intelligibile (tutto ciò che è intelligibile).
Questa enfasi sull'intelligibilità del mondo come essenziale per la metafisica è fondamentale per l'ontologia di Lorhard. Formulando l'ontologia come un concentrato della conoscenza per mezzo del quale siamo in grado di comprendere il mondo, egli offre una descrizione del fondamento stesso dell'attività scientifica.
Lorhard ha caratterizzato la razionalità umana come "la luce naturale della ragione". Questo approccio presuppone che ci sia una vera e propria ontologia unica che riflette il mondo come esso realmente è.
Questa fiducia in un ordine o codice di natura che può essere letto e compreso dagli esseri umani è stata una delle principali pietre angolari per la nascita della scienza in Europa.
Lorhard divide gli intelligibili in universali e particolari con l'insieme degli universali ulteriormente separati in due serie: l'insieme degli oggetti di base, e l'insieme degli attributi. Lorhard utilizza il termine reale 16 volte nell'Ogdoas Scolastica, contrapponendolo variamente a razionale (rationalis), immaginario (imaginaria), e verbale (verbalis).
Lorhard caratterizza l'essere (ens) come "ciò con cui un essere è quello che è". Egli ha poi ulteriormente descritto come gli esseri (ens) che si riferiscono al mondo esterno esistono indipendentemente dalla cognizione umana, mentre quelli che appartengono al mondo interno (o mentale) sono ens rationis (esseri di ragione).
Lorhard ha visto un dualismo importante tra gli esseri stessi e il modo in cui discutere razionalmente l'essere. Ha insistito sul fatto che ogni volta che discutiamo gli esseri del mondo, con l'obiettivo di una loro classificazione, abbiamo anche bisogno di riflettere sui concetti che stiamo usando in questo modo; queste riflessioni al metalivello formano una parte essenziale del lavoro di Lorhard.
Lorhard descrive gli attributi "più comuni" di intelligibili come l'esistenza e la durata. Tuttavia, qualunque siano l'esistenza e il tempo di un oggetto, noi usiamo la distinzione reale / immaginario (realis / imaginaria) tra ciò che esiste indipendentemente da tutte le menti umane e ciò che è immaginario (anche se concepibile dalla razionalità umana).

## Opere
- Disputatio de vera et Aristotelica methodo demonstrandi, Tubingae, 1595.
- Liber de adeptione veri necessarii seu apodictici..., Tubingae, 1597.
- Ogdoas Scholastica, continens Diagraphen Typicam artium: Grammatices (Latinae, Graecae), Logices, Rhetorices, Astronomices, Ethices, Physices, Metaphysices, seu Ontologiae, Sangalli,1606.
- Theatrum philosophicum, continens Grammaticen Latinam, Graecam, et Hebraeam, Logicen, Rhetoricen, Arithmeticen, Geometriam, Musicen, Astronomicen, Ethicen, Physicen, Metaphysicen seu Ontologiam, Basileæ, 1613. (seconda edizione di Ogdoas Scholastica)